# گالنا (ایندیانا)
گالنا (به انگلیسی: Galena) یک منطقهٔ مسکونی در ایالات متحده آمریکا است که در شهرستان فلوید، ایندیانا واقع شده‌است. گالنا ۶٫۹۴ کیلومتر مربع مساحت و ۱٬۸۱۸ نفر جمعیت دارد و ۲۴۷ متر بالاتر از سطح دریا واقع شده‌است.